# 卡琳·比特纳-扬茨

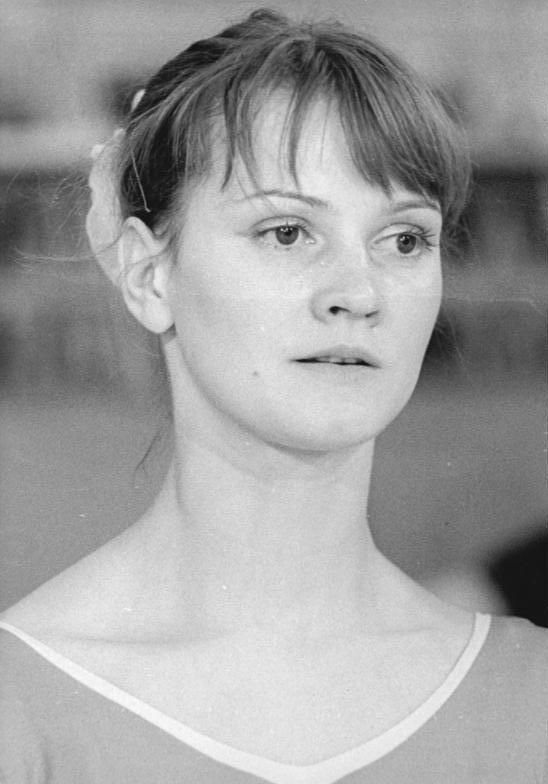
卡琳·比特纳-扬茨 (1972年)

卡琳·比特纳-扬茨（德語：Karin Büttner-Janz，1952年2月17日—），德国女子竞技体操运动员。她曾代表东德参加1968年和1972年夏季奥林匹克运动会体操比赛，获得二枚金牌、三枚银牌和二枚铜牌。